# Dawid Fedeńczak
Dawid Fedeńczak (ur. 6 marca 1998 w Nowogardzie) – polski piłkarz ręczny, prawoskrzydłowy, od 2015 zawodnik Pogoni Szczecin.
Był zawodnikiem CKS-u Szczecin. W 2015 dołączył do Pogoni Szczecin. W Superlidze zadebiutował 5 września 2015 w meczu z Zagłębiem Lubin (22:21), a pierwsze dwie bramki rzucił 9 września 2015 w spotkaniu z Gwardią Opole (27:22). Debiutancki sezon 2015/2016 w najwyższej klasie rozgrywkowej zakończył z 17 występami i 16 golami na koncie. Ponadto wystąpił w dwóch meczach 2. rundy Pucharu EHF. W sezonie 2016/2017 rozegrał w polskiej lidze 32 spotkania i rzucił 32 bramki. W sezonie 2017/2018 wystąpił w 26 meczach, w których zdobył 19 goli. W sezonie 2018/2019 rozegrał 31 spotkań i rzucił 67 bramek.
W kwietniu 2015 został powołany przez trenera Dariusza Tomaszewskiego na zgrupowanie reprezentacji Polski juniorów młodszych, podczas którego zagrał w dwóch meczach towarzyskich z Austrią i rzucił dwie bramki. 7 stycznia 2019 zadebiutował w reprezentacji Polski B w spotkaniu z Estonią A (26:25). W rozegranym dwa dni później rewanżu z Estonią A (32:27) zdobył pierwszego gola dla kadry B.

## Statystyki
| Pogoń Szczecin                  | 2015/2016 | Superliga | 17  | 16  | 0,9 |
| Pogoń Szczecin                  | 2016/2017 | Superliga | 32  | 32  | 1   |
| Pogoń Szczecin                  | 2017/2018 | Superliga | 26  | 19  | 0,7 |
| Pogoń Szczecin                  | 2018/2019 | Superliga | 31  | 67  | 2,2 |
| Pogoń Szczecin                  | Razem     | Razem     | 106 | 134 | 1,3 |
| Stan na koniec sezonu 2018/2019 |           |           |     |     |     |